# Hrvatska smotra (1933. – 1945.)
Hrvatska smotra je bila list za književnost, umjetnost i društveni život iz Zagreba. Prvotno je bila "Nacionalni i socijalni mjesečnik".
Osnovao ju je 1933. godine Kerubin Šegvić. Predstavljala je časopis koji je okupljao hrvatske intelektualce na desnici, od onih umjerenijih do radikalnijih, poput Stjepana Buća i Vilka Riegera. Časopis je, naročito u prvim brojevima, zagovarao žestok sukob s marksizmom, obrušivši se tako na lijevo orijentirane pisce u Hrvatskoj poput Miroslava Krleže.
Uređivali su ju kao odgovorni urednici Kerubin Šegvić, zatim Avelin Ćepulić, od 1935. Mato Nikšić, od 1936. su ju uređivali Dušan Žanko i Vilko Rieger te nakon toga samo Dušan Žanko. 1937. se na uredničko mjesto vratio Mato Nikšić. Od 1941. ju je uređivao kao glavni urednik Ivan Oršanić.
Za Hrvatsku smotru su pisali Tias Mortigjija, Vinko Kos, Jure Kaštelan, Mile Budak i ini.
Nakon 1945. je desetljećima hrvatska historiografija o Šegviću i njegovoj Hrvatskoj smotri pisala nekritički, bez dubljeg poznavanja njegove biografije i djelatnosti u i prije NDH.